# Societatea forestieră „Carpatina” din Brezoi
Societatea forestieră „Carpatina” din Brezoi a fost o companie industrială românească activă în domeniul exploatării și prelucrării lemnului, cu sediul în orașul Brezoi, județul Vâlcea. Fondată în perioada interbelică, aceasta a jucat un rol important în dezvoltarea industriei forestiere din regiunea Munților Lotrului, contribuind semnificativ la modernizarea economică a zonei.

## Istoric
În anul 1873, Carol Novak construiește prima fabrică de cherestea la Brezoi, a doua în țară după cea de la Galați: „o mașină cu două juguri, care se compune fiecare jug de la 10 la 20 pânze de fierăstrău”.
După moartea lui Carol Novak, în 1901, urmașii săi vând bunurile unei asociații cu capital majoritar austro-ungar – J. Guttman et. Comp, care înființează societatea "Lotru" și pune la Brezoi bazele unei fabrici de prelucrare a lemnului pe curent electric, produs de turbinele antrenate de apa râului Lotru.
În vara anului 1918, fabrica de cherestea „Lotru”, rechiziționată de nemți în Primul Război Mondial, a fost distrusă de un incendiu. Doi ani mai târziu este înființată în iunie 1920, prin fuzionarea societăților „Lotru” și „Oltul” din comuna Brezoi, Societatea forestieră „Carpatina” care a beneficiat de poziționarea strategică a orașului Brezoi, situat în apropierea unor vaste păduri de rășinoase și foioase. Societatea a fost creată ca răspuns la cererea tot mai mare de lemn industrial în România și în străinătate.
Societatea „Carpatina” avea centrala și administrația în București și sediul secundar în comuna Brezoi, fiind înmatriculată mai târziu la Oficiul Registrului Comerțului sub nr. 402/1931. Societatea avea fabrici de cherestea în comuna Brezoi, Slatina, Stoenești (județul Romanați), Turnu Măgurele și depozite de cherestea în Râmnicu Vâlcea, Drăgășani, Alexandria, Craiova și Roșiorii de Vede.
Prin investiții în infrastructura forestieră și tehnologie, Societatea forestieră „Carpatina” a devenit una dintre cele mai importante entități economice din regiunea Vâlcii montane, devenind și un punct de atracție pentru personalitățile vremii ca Nicolae Iorga, un iubitor al zonei, care invitat la sfințirea bisericii din Voineasa, participă, în 1916, iar în 1939 vizitează Brezoiul și studiază instalațiile ingenioase al fabricii, întreținându-se cu localnicii.

## Cronologie
- 1925 - 1930 – Înființarea Societății „Carpatina” la Brezoi, într-un context de dezvoltare accelerată a industriei forestiere în România interbelică.
- 1931 -  Construcția primelor instalații industriale de prelucrare a lemnului și organizarea unei rețele de transport forestier în Munții Lotrului.
- 1933 - 1938 – Perioada de apogeu: se extind capacitățile de tăiere și transport, se adaugă ateliere mecanice și o mică centrală electrică pentru nevoile proprii.
- 1940 - 1944 – Activitatea este parțial afectată de Al Doilea Război Mondial, dar continuă aprovizionarea armatei și construcțiile de război.
- 1948 – Naționalizarea prin Decretul 119; societatea este absorbită de stat și integrată în structura noii întreprinderi de stat (ulterior IFET Brezoi).[4]
- Anii ’50–’60 – Infrastructura lăsată de „Carpatina” este utilizată în continuare, iar unele trasee forestiere sunt extinse de regimul comunist.
- După 1990 – Se păstrează fragmente din clădirile și instalațiile originale, unele fiind preluate de firme private sau abandonate.

## Activitate
Societatea își desfășura activități în mai multe ramuri ale industriei lemnului:
- exploatarea forestieră: doborârea, colectarea și transportul lemnului din pădurile munților Lotrului;
- transport forestier: utilizarea de funiculare, căi ferate forestiere și plutărit pentru transportul buștenilor;
- prelucrarea primară: tăierea și rindeluirea lemnului în fabricile proprii din Brezoi și împrejurimi;
- export: livrarea lemnului fasonat către piețe interne și internaționale, în special către Europa Centrală.

## Infrastructură
Societatea a dezvoltat una dintre cele mai moderne rețele de transport forestier din zonă, incluzând:
- drumuri forestiere și linii înguste de cale ferată (de tip Decauville);
- instalații de plutărit pe râurile Lotru și Olt;
- ateliere mecanice și hale de procesare a lemnului.

De asemenea, a contribuit indirect la urbanizarea Brezoiului, atrăgând muncitori, tehnicieni și ingineri din întreaga țară.

## Impact asupra mediului și comunității locale
Activitatea Societății „Carpatina” din Brezoi a avut un impact profund, atât pozitiv, cât și negativ, asupra regiunii. Pe de o parte, societatea a stimulat dezvoltarea economică locală, iar pe de altă parte, exploatările forestiere intense au generat presiuni asupra ecosistemelor montane.

### Impact asupra comunității

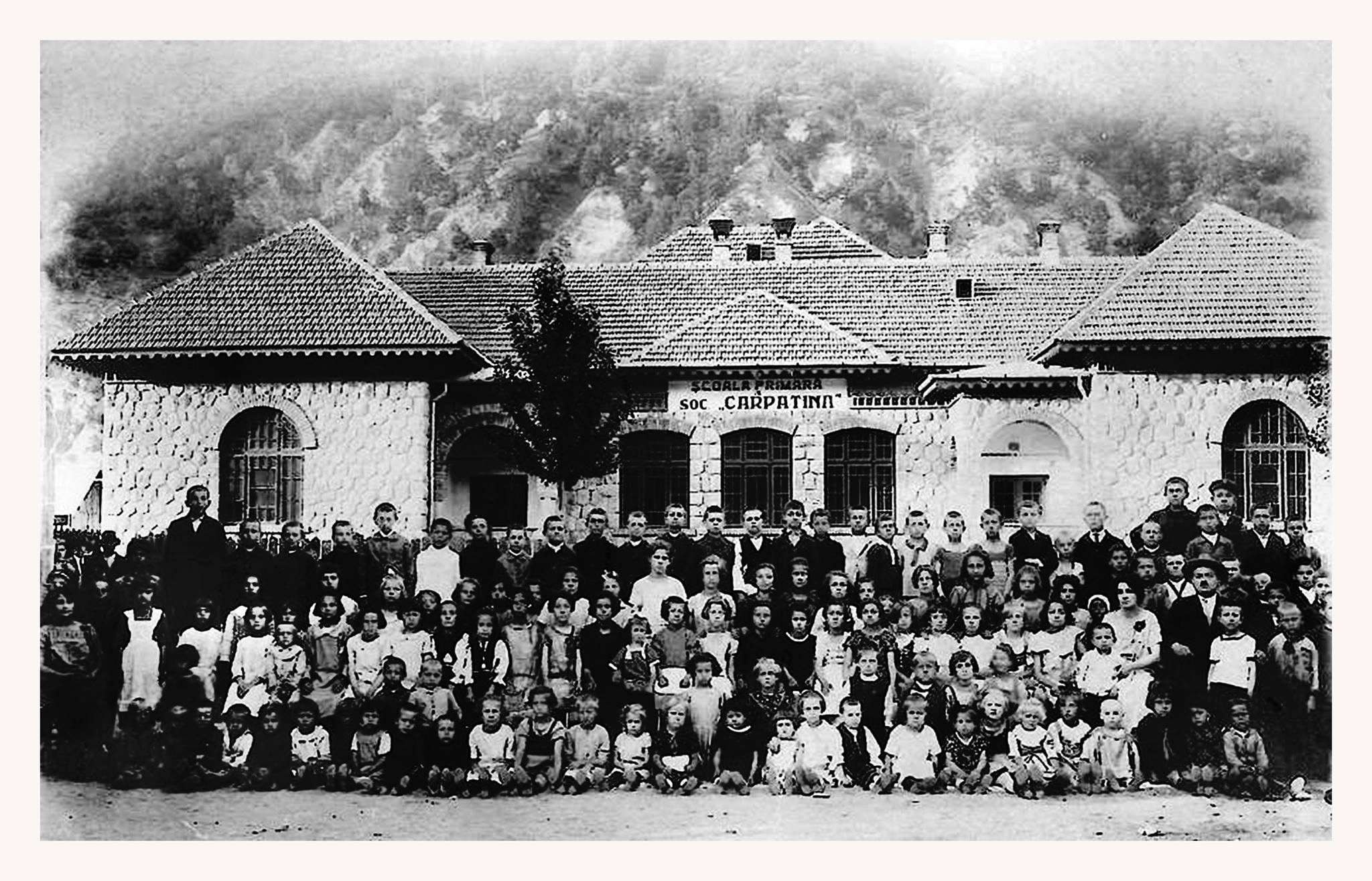
Școala primară a Societății Carpatina - începutul anilor '20

- a construit în anul 1924 actuala clădire a Școlii cu clasele I-IV, Nr. 1, din Brezoi[4]
- a contribuit la urbanizarea rapidă a orașului Brezoi, atrăgând forță de muncă din întreaga zonă a Vâlcii și chiar din alte județe.[5]
- a generat noi locuri de muncă și a dus la apariția unor servicii conexe (transport, comerț, educație).[6]
- a sprijinit indirect construirea de locuințe, școli și infrastructură socială pentru muncitori și familiile lor.
- a construit gratuit o uzină hidroelectrică de 170 KW și a realizat și linia de curent la locuințe, în limita a 200 de becuri de 110 volți.[7]
- a contribuit la formarea unei elite tehnice locale, formată din ingineri silvici, mecanici și administratorii forestieri.

### Impact asupra mediului
- Exploatările forestiere masive au dus la defrișări pe suprafețe extinse, în special în zonele înalte ale Munților Lotrului și Căpățânii.
- Transportul buștenilor prin plutărit sau drumuri forestiere a provocat modificări ale albiei râurilor și degradarea unor versanți.[3]
- În lipsa unor reglementări ecologice moderne, refacerea pădurilor după exploatare era lentă, contribuind la dezechilibre locale.
- Cu toate acestea, „Carpatina” a colaborat în anumite perioade cu Regia Pădurilor „Statul” și a aplicat unele principii de exploatare rațională, mai ales în anii ’30.

## Declin și moștenire
După naționalizarea din 1948, societatea a fost absorbită în întreprinderile de stat din domeniul silvic, precum "Întreprinderea Forestieră de Exploatare și Transport" (IFET). Moștenirea „Carpatina” se regăsește în infrastructura forestieră rămasă, în dezvoltarea urbană a orașului Brezoi și în memoria comunității locale.